# Campeonato Sul-Americano de Futebol de 1919
O Campeonato Sul-Americano de Futebol de 1919 foi a terceira edição desta competição. A sede da disputa foi no Brasil. Inicialmente, o torneio seria realizado em novembro de 1918, também no Brasil. Porém, por conta da epidemia de gripe espanhola e diante da alta de casos e mortes, as autoridades brasileiras decidiram suspender todos os eventos esportivos. Em meados de outubro daquele ano, a CDB enviou um telegrama à Conmebol para comunicar que não havia condições de sediar o torneio. Este adiamento, no entanto, foi bom para os brasileiros, pois lhes deu tempo para acabar de construir o Estádio de Laranjeiras.
O certame foi disputado entre os dias 11 e 19 Maio de 1919 por quatro seleções: Argentina, Brasil, Chile e Uruguai.
Depois de terminar empatado na classificação do grupo em pontos, a Seleção Brasileira, anfitriã do torneio, venceu a Seleção Uruguaia na disputa de um jogo extra para conquistar seu primeiro título. Este jogo extra foi o jogo mais longo da história da Copa América de Futebol, e pelas regras atuais do futebol, permanecerá com esse recorde para sempre: com o placar empatado em 0-0 após 90 minutos regulamentares, tanto os capitães quanto o árbitro concordaram em jogar um período extra de dois períodos de 30 minutos, o que significa que esta partida durou 150 minutos.

## História

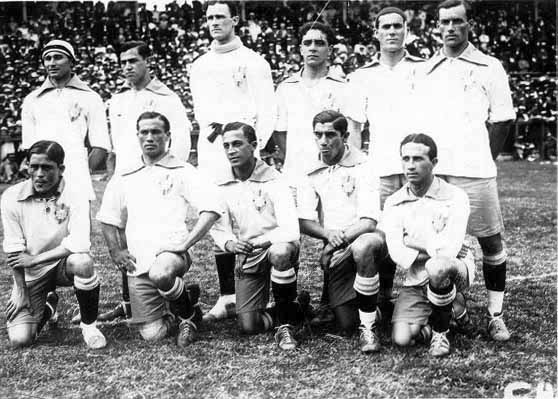
Foto da seleção brasileira, campeã do torneio

O ano de 1919 foi memorável na história do futebol brasileiro. Pela primeira vez, o país organizaria um torneio da modalidade esportiva de nível internacional. Nem a epidemia de gripe espanhola tirou a felicidade dos brasileiros, em especial os cariocas. A cidade do Rio de Janeiro abrigou o 3º Campeonato Sul-Americano de Seleções de Futebol e para isso foi construído o Estádio de Laranjeiras do Fluminense.
As delegações de Argentina, Chile e Uruguai desembarcaram no cais da Praça Mauá, seriam recepcionados no Clube São Cristóvão e hospedados no Hotel dos Estrangeiros. A festa teve seus contratempos, o Uruguai teve a infelicidade de presenciar o falecimento do seu goleiro reserva Roberto Chery, vitima de uma apendicite aguda.
A realização do III Campeonato Sul-Americano de Futebol, na cidade do Rio de Janeiro, foi coroada de êxito: a convocação dos jogadores, horários de treinos marcados com antecedência, tudo correu dentro da melhor organização. A comissão técnica escolhida pela CBD era formada por Amílcar Barbuy, Arnaldo Silveira, Mario Pollo, Affonso de Castro e Ferreira Vianna Netto.
Por pouco uma entrevista bombástica de Sylvio Lagreca ao jornal A Gazeta não cria um clima de desunião. Nesta entrevista, Lagreca afirmava que a comissão técnica não escalava os melhores jogadores, por interesses políticos. Pior do que isso, dizia que determinados companheiros não tinham qualquer condição técnica de estar na Seleção Brasileira. Dois dias depois, em entrevista ao mesmo jornal, membros da comissão técnica e outros jogadores desmentiam Lagreca; com isso, o caso não alcançou grandes proporções.

## Cerimônia de inauguração

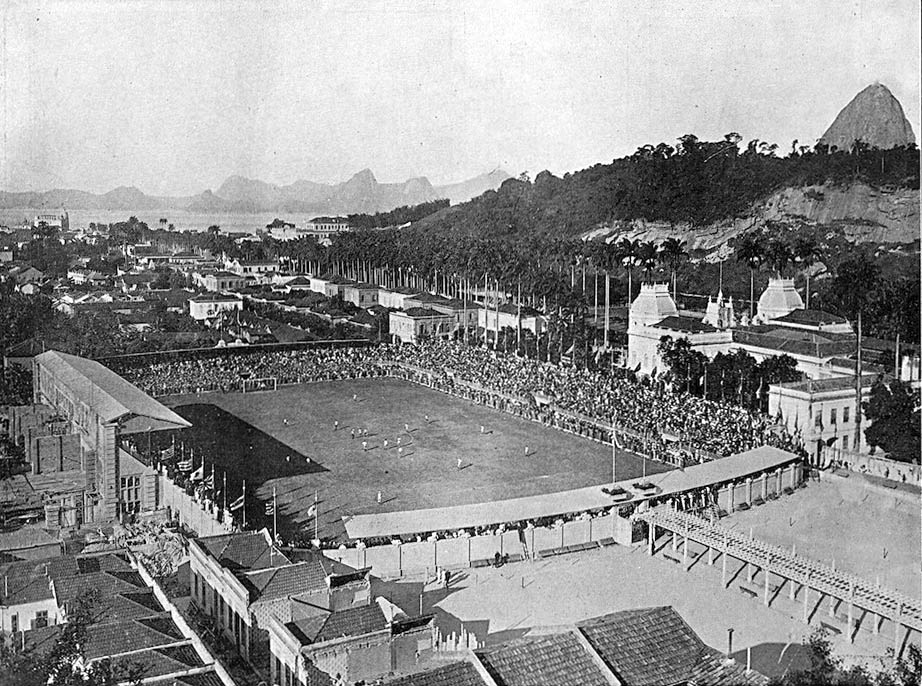
Estádio das Laranjeiras, em 1919. Único local de disputa do torneio.

A cerimonia de inauguração do Estádio das Laranjeiras – na época, o maior da América Latina, com capacidade para 25 mil espectadores – aconteceu no dia 11 de maio de 1919, com a presença de personalidades da política – entre elas o presidente Delfim Moreira, das artes e do esporte –.

## Brasil no Sul-Americano
Em sua estreia, o Brasil venceu o Chile pelo placar de 6 a 0. O estádio, que segundo os cálculos dos seus arquitetos só atingiria a lotação de 25 mil espectadores dentro de algumas décadas, ficou pequeno. Além da lotação esgotada, quase 10 mil espectadores assistiram a partida em cima de uma pedreira ou em árvores e muros, ou seja, de qualquer lugar em que pudessem observar os movimentos dos jogadores. Contra os argentinos, a seleção deu um verdadeiro show de bola.  O destaque da partida ficou por conta de Amílcar Barbuy.  Aos 13 minutos do segundo tempo, ele recebeu a bola na intermediária; percebendo que o goleiro Carlos Isola se encontrava adiantado, bateu com inteligência por cobertura, e a bola entrou no ângulo esquerdo do goleiro, para delírio dos torcedores.
Veio a partida contra os uruguaios, que jogam de luto pelo falecimento do seu goleiro Roberto Chery, durante procedimento cirúrgico após um choque com um atacante chileno durante a competição. A partida terminou empatada em 2 a 2. O destaque da partida foi o atacante Neco, que levou a Seleção Brasileira ao empate após estar perdendo por 2 a 0.
Os uruguaios venceram os chilenos por 2 a 0, sendo necessária a realização de uma partida de desempate contra os brasileiros para definir o campeão. O jogo aconteceu no dia 29 de maio e tornou-se um marco na história do futebol brasileiro. O governo decretou ponto facultativo nas repartições públicas. Os bancos e as principais casas comerciais ficaram fechados. Para se ter uma ideia, o jogo estava marcado para as 14 horas, mas as 9 horas já tinha gente chegando às Laranjeiras.
A partida terminou empatada em 0 a 0 em seu tempo normal. Veio a disputa da prorrogação. A partida continuava equilibrada, com lances de perigo acontecendo a todo instante. Fim da prorrogação e o placar não se alterou.
Por mais incrível que possa parecer, houve necessidade da segunda prorrogação de 30 minutos. Os jogadores, extenuados pelo desgaste físico e emocional, se arrastavam em campo.
Aos 3 minutos, Neco invade pelo lado direito perseguido por Foglino. Já quase na linha de fundo cruza para Heitor, que chuta para o gol. Saporiti defende parcialmente, a bola cai nos pés de Friedenreich, que fuzila a meia altura e a bola morre no fundo das redes.
No segundo tempo, as equipes se arrastaram sem nada produzir. O Brasil sagrou-se campeão sul-americano pela primeira vez, e Friedenreich foi transformado em herói nacional. Ganhou o apelido de “El Tigre” por parte dos uruguaios.

## Resumo

### Jogadores Convocados
- Argentina

A. Barcos (Estudiantes (La Plata)), Enrique Brichetto (Boca Juniors), Calomino - Bleo Pedro Fournol (Boca Juniors), Roberto Castagnola (Racing Club), Edwin Clarcke (Porteño), Antonio Roque Cortella (Boca Juniors), Faivre (Gimnasia y Esgrima (Rosário)), Roberto Felices (Gimnasia y Esgrima (La Plata)), Carlos Isola (River Plate), Carlos Izaguirre (Porteño), José Lailolo (River Plate), Alfredo Martín (Boca Juniors), Pedro Martínez (Huracán (Buenos Aires)), Ernesto Mattozzi (Estudiantil Porteño), Juan Nelusco Perinetti (Racing Club), Armando Reyes (Racing Club), Nicolás Rofrano (River Plate), Emilio Sande (Porteño), Ernesto Scoffano (Eureka), J. G. Shilley (San Isidro), Eduardo Uslenghi (Porteño)
- Brasil

Amílcar (Corinthians), Arlindo Pacheco (América), Arnaldo (Santos) Kapitän der Mannschaft, Bianco Spartaco Gambini (Palestra Itália), Oscar Cyrillo Carregal (Flamengo), Dyonísio Álvaro dos Santos (Ypiranga), Agostinho Fortes Filho (Fluminense), Arthur Friedenreich (Paulistano), Galo - Armando de Almeida (Flamengo), Haroldo Pereira Domingues (Santos), Héitor Marcelino Domingos (Palestra Itália), Laís - A.A. de Morães e Castro (Fluminense), Marcos Carneiro de Mendonça (Fluminense), Álvaro Martins (São Cristóvão), Luiz Menezes (Botafogo), Adolpho Millon Júnior (Santos), Neco (Corinthians), Luiz Bento Palamone (Mackenzie), Antônio Picagli (Palestra Itália), Píndaro de Carvalho Rodrigues (Flamengo), Sérgio Pereira (I) (Paulistano)
Comissão Técnica: Arnaldo, Amílcar, Mário Pollo, Affonso de Castro, Ferreira Vianna Netto e Haroldo Domingues
- Chile

Telésforo Báez (Santiago Wanderers), Héctor Baeza (Santiago Wanderers), Carlos Del Río (Fernández Vial (Concepción)), Aurelio Domínguez (Artillero de Costa FC (Talcahuano)), Guillermo Frez (La Cruz FC (Valparaíso)), Alfredo France (Estrella del Mar (Talcahuano)), Eufelio Fuentes (La Cruz FC) Valparaíso)), Francisco Gatica (Eleuterio Ramírez FC (Santiago)), Oscar González (Artillero de Costa FC (Talcahuano)), Manuel Guerrero (La Cruz FC (Valparaíso)), Horacio Muñoz (Fernández Vial (Concepción)), Ulises Poirier (La Cruz FC (Valparaíso)), VíCtor Varactors
- Uruguai

José Benincasa (Peñarol), Roberto Chery (Peñarol), Juan Delgado (Peñarol), Alfredo Foglino (Nacional), Isabelino Gradín (Peñarol), Rodolfo Marán (Nacional), Ricardo Medina (Central), Rogelio Naguil (Nacional), José Pérez (Peñarol), Omar Pérez (Wanderers), Ángel Romano (Nacional), Cayetano Saporiti (Wanderers), Carlos Scarone (Nacional),
Héctor Pedro Scarone (Nacional), Pascual Somma (Nacional), José Vanzzino (Nacional), Manuel Varela (Peñarol), Alfredo Zibechi (Nacional) Técnico: Severino Castillo

### Classificação final
| Pos. | Seleção   | Pts. | J | V | E | D | GP | GC | SG  |
| ---- | --------- | ---- | - | - | - | - | -- | -- | --- |
| 1    | Brasil    | 5    | 3 | 2 | 1 | 0 | 11 | 3  | +8  |
| 2    | Uruguai   | 5    | 3 | 2 | 1 | 0 | 7  | 4  | +3  |
| 3    | Argentina | 2    | 3 | 1 | 0 | 2 | 7  | 7  | 0   |
| 4    | Chile     | 0    | 3 | 0 | 0 | 3 | 1  | 12 | –11 |

### Jogos
| 11 de maio | Brasil                                                   | 6 – 0 | Chile | Estádio das Laranjeiras, Rio de Janeiro |
|            | Friedenreich 19', 38', 76' · Neco 21', 83' · Haroldo 79' |       |       | Árbitro: ARG Juan Pedro Barbera         |

| 13 de maio | Argentina                         | 2 – 3 | Uruguai                                      | Estádio de Laranjeiras, Rio de Janeiro |
|            | Izaguirre 34' · Varela 55' (g.c.) |       | C. Scarone 19' · H. Scarone 23' · Gradín 85' | Árbitro: ENG Robert Todd               |

| 17 de maio | Uruguai                       | 2 – 0 | Chile | Estádio de Laranjeiras, Rio de Janeiro |
|            | C. Scarone 31' · J. Pérez 43' |       |       | Árbitro: BRA Adilton Ponteado          |

| 18 de maio | Brasil                                | 3 – 1 | Argentina     | Estádio de Laranjeiras, Rio de Janeiro |
|            | Heitor 22' · Amílcar 57' · Millon 77' |       | Izaguirre 65' | Árbitro: ENG Robert Todd               |

| 22 de maio | Argentina                             | 4 – 1 | Chile      | Estádio de Laranjeiras, Rio de Janeiro |
|            | Clarcke 10', 23', 62' · Izaguirre 13' |       | France 33' | Árbitro: BRA Joaquim de Castro         |

| 26 de maio | Uruguai                     | 2 – 2 | Brasil        | Estádio de Laranjeiras, Rio de Janeiro |
|            | Gradín 13' · C. Scarone 17' |       | Neco 29', 63' | Árbitro: ENG Robert Todd               |

### Jogo de desempate
Segundo reportagem do GloboEsporte, esta partida, que é considerada a final do torneio, só foi decidida na 2ª prorrogação, já que na época não existia disputa por pênaltis para decidir o vencedor de uma partida. O gol de Arthur Friedenreich foi marcado logo aos 5 minutos da segunda prorrogação.
| 29 de maio 14:00 | Brasil            | 1 – 0 (pro) | Uruguai | Estádio de Laranjeiras, Rio de Janeiro                                                                                               |
|                  | Friedenreich 125' | Detalhes    |         | Público: 27,500 espectadores. Árbitro: ARG Juan Pedro Barbera Assistente 1: ARG Ernesto Matozzi Assistente 2: ARG Armindo Castagnola |

| Brasil | Uruguai |

|                   |    |                     |  |  |
|                   |    |                     |  |  |
| G                 | 1  | Marcos de Mendonça  |  |  |
| Z                 | 2  | Píndaro             |  |  |
| Z                 | 3  | Bianco              |  |  |
| M                 | 4  | Sérgio Pereira      |  |  |
| M                 | 5  | Amílcar             |  |  |
| M                 | 6  | Fortes              |  |  |
| A                 | 7  | Millon              |  |  |
| A                 | 8  | Neco                |  |  |
| A                 | 9  | Friedenreich        |  |  |
| A                 | 10 | Heitor Marcelino    |  |  |
| A                 | 11 | Arnaldo da Silveira |  |  |
| Treinador:        |    |                     |  |  |
| Haroldo Domingues |    |                     |  |  |

|                   |    |                   |  |  |
|                   |    |                   |  |  |
| G                 | 1  | Cayetano Saporiti |  |  |
| Z                 | 2  | Manuel Varela     |  |  |
| Z                 | 3  | Alfredo Foglino   |  |  |
| M                 | 4  | Rogelio Naguil    |  |  |
| M                 | 5  | Alfredo Zibechi   |  |  |
| M                 | 6  | José Vanzzino     |  |  |
| A                 | 7  | José Pérez        |  |  |
| A                 | 8  | Héctor Scarone    |  |  |
| A                 | 9  | Angel Romano      |  |  |
| A                 | 10 | Isabelino Gradín  |  |  |
| A                 | 11 | Rodolfo Marán     |  |  |
| Treinador:        |    |                   |  |  |
| Severino Castillo |    |                   |  |  |

## Campeão
| Campeonato Sul-Americano de 1919 |
| -------------------------------- |
| BRASIL Campeão (1º título)       |

## Artilharia
| 4 gols (2) - Arthur Friedenreich - Neco 3 gols (3) - Edwin Clarcke - Carlos Izaguirre - Carlos Scarone 2 gols (1) - Isabelino Gradín | 1 gol (8) - Amílcar - Haroldo Domingues - Heitor - Adolpho Millon Junior - Alfredo France - José Pérez - Héctor Scarone Gols-contra (1) - Manuel Varela (para a Argentina) |

## Assistências
| 4 assistencias (1) - Arthur Friedenreich 2 assistencias (3) - Menezes - Adolfo Perinetti - Alfredo Marán 1 assistencias (6) - Haroldo Domingues - Isabelino Gradín - Carlos Scarone - Alfredo Zibechi - Ángel Calomino - Arnaldo |

Fontes: Big Soccer 

## Curiosidades
- No dia seguinte à final, o goleiro uruguaio Roberto Chery morreu de hérnia estrangulada em um hospital do Rio de Janeiro. Ele se machucou depois de fazer um movimento errado para impedir um ataque, durante a partida contra o Chile. Por causa das substituições não eram permitidas até então, Chery teve que jogar gravemente ferido o resto da partida.[8] A partida terminou com a vitória uruguaia por 2 a 0, e Roberto Chery jogou os 90 minutos

- As seleções do Brasil e do Uruguai haviam marcado um amistoso ("Copa Rio Branco") para 19 de junho de 1919. Devido ao time uruguaio se recusar a participar por causa da trágica morte de Chery, a Argentina se ofereceu para substituir o uruguaio. Após a aceitação da Federação Brasileira, a partida (agora chamada de "Copa Roberto Chery" para homenagear o goleiro) foi finalmente disputada. A Argentina entrou em campo vestindo a tradicional camisa azul-clara do Uruguai, enquanto o Brasil vestia a camisa do Peñarol.[9]